# 関根日出男
関根 日出男（せきね ひでお、1929年 - 2017年1月18日）は、医師、チェコ語の翻訳家、チェコ音楽研究家。

## 経歴
長野県北安曇郡大町（現大町市）生まれ。旧制松本中学（長野県松本深志高等学校）、大阪陸軍幼年学校を経て、旧制松本医学専門学校（信州大学医学部）卒。1959年北海道大学医学博士。東京都内に耳鼻科医院を開業、同院長。1959年からチェコ音楽を研究、1964年からチェコ語を研究し、翻訳する。

## 著作

### 翻訳
- ミラン・クンデラ『冗談』みすず書房、1970年。
  - 同『冗談』中村猛共訳、みすず書房、1992年。ISBN　978-4-622-04553-3 / みすず書房〈文学シリーズlettres〉、2002年。ISBN　978-4-622-04867-1
- カレル・V.ブリアン『ドヴォルジャークの生涯』新時代社、1983年。ISBN　978-4-7874-1011-5
- ヤン・ヴェーニグ『プラハ音楽散歩』晶文社、1989年。ISBN　978-4-7949-5076-5
- ヴァーツラフ・ハヴェル『反政治のすすめ』（飯島周監訳、石川達夫共訳[2]）恒文社、1991年。ISBN 978-4-7704-0732-0
- ヤロスラフ・サイフェルト『この世の美しきものすべて：チェコスロヴァキア』飯島周共訳、恒文社、1998年。ISBN　978-4-7704-0987-4
- ルドルフ・チェスノフリーデク『利口な女狐の物語』八月舎、2005年。ISBN　978-4-939058-08-0
- カレル・チャペック「切手蒐集」[3]秋草俊一郎・戸塚学編『教科書の中の世界文学：消えた作品・残った作品25選』三省堂、2024年。ISBN　978-4-385-36237-3

### 音楽解説
- 『ヤナーチェクピアノ作品集：草かげの小径に』伊藤仁美校訂、全音楽譜出版社、2002年。ISBN　978-4-11-161702-9
- 『チェコピアノ作品集：1 古典派』伊藤仁美校訂、全音楽譜出版社、2003年。ISBN　978-4-11-161703-6
- 『チェコピアノ作品集：2 近代』伊藤仁美校訂、全音楽譜出版社、2003年。ISBN　978-4-11-161704-3

## 参考
- 『〈新訂〉現代日本人名録：2002』日外アソシエーツ、2002年。ISBN　978-4-8169-1695-3